# Roddam (Northumberland)

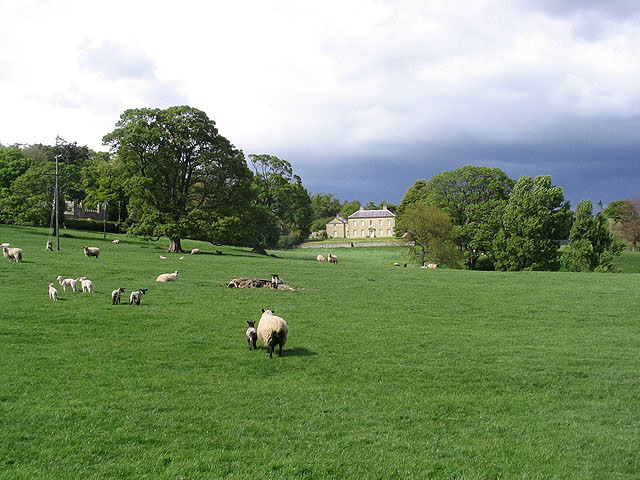
Roddam (Northumberland)

Roddam é uma vila e paróquia civil a cerca de 24 milhas de Morpeth, no condado de Northumberland, na Inglaterra. Em 2001, a paróquia tinha uma população de 77 pessoas. A paróquia faz fronteira com Bewick, Hedgeley, Ilderton, Ingram e Lilburn e situa-se perto do sopé das Colinas Cheviot.

## Pontos de interesse
Existem 16 edifícios listados em Roddam.

## História
O nome "Roddam" significa 'Nas clareiras'. Roddam é uma vila medieval, a vila existia em 1296, mas no século 19 estava quase abandonada. Roddam era anteriormente um township da paróquia de Ilderton, mas em 1866 Roddam tornou-se numa paróquia por direito próprio. A 1 de abril de 1955 as paróquias de Reaveley, Roseden e Wooperton foram fundidas com Roddam.